# Anneau du pêcheur
Pour l’article homonyme, voir L'Anneau du pêcheur pour le roman.
L'anneau du pêcheur (en latin : anulus piscatoris) est l'insigne que reçoit le pape lors de l'inauguration solennelle du pontificat. Il fait partie, officiellement, des regalia et insignes portés par le pape, à la tête de l'Église catholique et successeur de l'apôtre Pierre, présenté par le Nouveau Testament comme un pêcheur de la région du lac de Tibériade.
Cet objet a inspiré un roman de Jean Raspail publié en 1995 : L'Anneau du pêcheur.

## Description

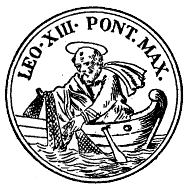
Anneau du pêcheur.

Il  représente saint Pierre pêchant au filet dans sa barque, une évocation de la fameuse pêche abondante que réalisa l'apôtre à l'endroit où Jésus lui dit de jeter ses filets, et de l'exhortation qu'il lui donna ensuite « Sois sans crainte, désormais ce sont des hommes que tu prendras » (Luc, 5).
Depuis le premier millénaire, cet anneau authentifie la foi de l'évêque qui le porte. Selon un rituel établi depuis le XIIIe siècle, cet anneau est le sceau privé du pape, utilisé pour sceller les brefs et les encycliques, par opposition à la bulle de plomb, son sceau officiel et solennel. Avant 1600, l'empreinte de cet anneau sigillaire est plaquée au bas du bref, elle est par la suite apposée au dos de l'acte.
De nos jours, s'il ne sert plus à sceller, l'anneau du pêcheur reste un insigne du pouvoir pontifical. Depuis le motu proprio aptius quo de Paul VI, il est conservé sous la responsabilité de la Secrétairerie d'État lorsqu'il n'est pas porté par le pontife. Après la mort ou la renonciation du pape, il est solennellement rendu inutilisable par le cardinal camerlingue, en même temps que le sceau de plomb, en présence des cardinaux réunis en congrégations générales. Autrefois brisé à coup de marteau d'argent, il est désormais simplement rayé et griffé.
Benoît XVI est le premier pape, depuis le XIXe siècle à porter un anneau du pêcheur ; celui-ci est une œuvre unique, confectionnée par l'artisan joaillier romain Claudio Franchi, formée de 35 grammes d'or et frappée sur ses bords de l'inscription « Benedictus XVI ».
À la suite de la renonciation du pape, l'anneau de Benoît XVI n'a pas été détruit, mais seulement biffé, il est exposé au musée du Vatican.
François portait peu l'anneau papal et plus souvent, celui de son ordination épiscopale à Buenos Aires.